# Старослов'янські писемні пам'ятки
Старослов'янські писемні пам'ятки за змістом поділяються на євангелія, псалтирі, требники, поучення, житія, проповіді та ін..; за письмом – на кириличні та глаголичні. Переписування пам'яток у кожній із слов'янських областей під впливом живої народної мови надавало їм певних діалектних особливостей, тому прийнято виділяти територіальні редакції, або і з в о д и. Найголовніші з них:
- староболгарська редакція — Зографське Євангеліє; Ассеманієве Євангеліє; Синайський требник; Синайський псалтир; Савина книга; Супрасльський рукопис; Листки Ундольського, Напис царя Самуїла, Зогрофські листки;
- моравсько-чеська редакція — Київські листки, Празькі листки;
- сербська редакція — Маріїнське Євангеліє, Збірник Клоца;
- словенська, або паннонська, редакція — Фрейзінгенські уривки;
- давньоруська редакція — Остромирове Євангеліє 1056 р., Збірники Святослава 1073 і 1076 рр., Архангельське Євангеліє 1092 р., Мінеї 1095—1097 рр. та ін..

Найголовніші пам'ятки:
1. Глаголичні
2. Кириличні
3. Латинські

## Глаголичні пам'ятки
1. Київські листки, або Київський місал. Це уривок католицької обідні (меси), що підтверджує моравське походження тексту. Про західнослов'янську приналежність свідчить також вживання приголосних [з], [ц] на місці колишніх [д], [т]. Від тексту збереглося 7 пергаментних аркушів. Цю пам'ятку було завезено до Києва єрусалимським архімандритом Антоніном у 1862 р. Зберігалася вона у Київській духовній академії, де й була відкрита в 1874 р. І. Срезневським. Це найдавніша пам'ятка старослов'янського письма, що найточніше відтворює початковий етап слов'янської писемності. Нині зберігається в Національній бібліотеці НАН України. До ІХ Міжнародного з'їзду славістів у Києві було видано фотографічний (факсимільний) варіант тексту з кириличною транслітерацією, описом, коментарями та бібліографією. Видання здійснив В. Німчук.
2. Зографське Євангеліє. Одержало свою назву від Зографського монастиря на Афоні, де воно довгий час зберігалося. Це неповний рукопис на 304 пергаментних аркушах. У ньому втрачено частину тексту, а цю прогалину заповнив пізніший переписувач, однак теж глаголицею і в старослов'янській редакції. Час написання тексту — ХІ ст. Відкрив пам'ятку у 1845 р. В.Григорович. У 1860 р. Євангеліє подарували Олександру ІІ, який передав його Публічній бібліотеці Санкт-Петербурга, де воно й понині зберігається. Видання Зографського Євангелія здійснив у 1879 р. у Берліні І.Ягич.
3.Маріїнське Євангеліє. Назва походить від монастиря св. Богородиці Марії на Афоні, де ця пам'ятка зберігалася і була відкрита В.Григоровичем 1845 р. Маріїнське Євангеліє написано в ХІ ст.. найвірогідніше У Македонії і складається з 173 пергаментних аркушів, у ньому відсутні початок, частина середини і кінець. Зараз воно зберігається у Державній бібліотеці у Москві. Видав його І.Ягич у 1883 р. у Петербурзі.
4.Ассеманійове Євангеліє. Назву отримало за прізвищем папського бібліотекаря Йосифа Ассемані, який у 1736 р. купив його в Єрусалимі у монахів і передав у власність Ватиканської бібліотеки у Римі, де воно нині зберігається (тому існує інша назва пам'ятки — Ватиканське Євангеліє). Це апракос (тобто збірник євангельських читань за християнським календарем). Написане у ХІ ст.. в Македонії і складається з 158 аркушів. Перше повідомлення про цю пам'ятку зробив Й.Курц у Празі в 1929 р.
5.Збірник Клоца. Це залишки великої збірки проповідей і повчань, яка складається з 14 аркушів. 12 аркушів знайшов відомий слов'янський філолог В.Копітар у бібліотеці графа Клоца у м. Трієнто (Італія) і видав у 1836 р. Пізніше Ф. Міклошич знайшов у музеї м. Інсбрука ще два аркуші цієї пам'ятки, які видав у 1860 р. Збірник написано у ХІ ст.., і за своєю мовою він дуже подібний до Маріїнського євангелія. Повне його видання з коментарями здійснив В.Вондрак у 1893 р. у Празі.
6.Синайський псалтир. Це рукопис на 209 аркушах, який зберігається у монастирі св. Катерини на горі Синай в Аравії. Знайдений П.Успенським у 1850 р. Найкраще видання здійснив С.Сєвер'янов у 1922 р. у Петербурзі. Вчені припускають, що псалтир написано в ХІ ст.. в Македонії.
7.Синайський требник. Збірник молитов і служб на всі випадки життя. П.Успенський у 1850 р. знайшов його у тому ж монастирі св. Катерини на Синаї, де він зберігається і нині. Це рукопис на 106 аркушах без початку і кінця, який належить до македонських пам'яток ХІ ст.. 4 аркуші рукопису, придбані Успенським, Кондаковим, Криловим, зберігаються в Москві та Санкт-Петербурзі. Найкраще видання глаголицею з передачею глаголичного тексту кирилицею здійснено відомим словенським вченим Р.Нахтігалом у 1941—1942 рр. у Любляні.
8.Рильські глаголичні листки. Назва походить від Рильського монастиря в Болгарії. Пам'ятка складається з двох пергаментних аркушів глаголичного тексту молитвослова. Пізніше між дощатою обкладинкою було знайдено ще 2 аркуші та кілька обривків, писаних тією ж рукою. Повністю видана болгарським дослідником І.Гошевим у 1845 р. в Софії. Відкрив цю пам'ятку В.Григорович у 1845 р. разом з Охридськими листками, які теж є фрагментом давньої слов'янської пам'ятки. Охридські листки — це півтора пергаментних аркуша з недільного євангелія, пов'язані з м. Охридом — одним із центрів слов'янської писемності. Пізніше ця пам'ятка перейшла у власність І.Срезневського, а тепер зберігається у рукописному відділі Одеського університету. Найкраще видання здійснив Г.Ільїнський у 1915 р. в серії «Памятники старославянского языка».
9.Боянський палімпсест. Так називається змитий глаголичний тест, поверх якого писана пам'ятка ХІІІ ст. Боянове євангеліє. Відкрив цю пам'ятку В.Григорович у 1845 р. у селі Бояна під Софією. Лише у наш час, використовуючи сучасні методи дослідження тексту, болгарський вчені І.Добрєв зумів відновити 26 сторінок змитого глаголичного тексту, який виявився фрагментами євангелія, написаного в ХІ ст.. Боянський палімпсест видав І.Добрєв у 1972 р. в Софії.
10.Празькі уривки. Пам'ятку сладають два пергаментні аркуші, знайдені у 1855 р. у Празі німецьким істориком К.Гефлером. Імовірно, що перший аркуш написано у другій половині ХІ ст., а другий — на початку ХІІ ст. Це пам'ятка моравсько-чеської редакції, видана у 1857 р. П.Шафариком та К.Гефлером.

## Кириличні пам'ятки
1. Напис царя Самуїла. Напис зроблено на могильній плиті членів сім'ї Самуїла у 993 р., він містить 11 рядків тексту. Знайдено пам'ятку в кінці минулого століття у селі Герман у Південно-Західній Македонії.
2. Супрасльський рукопис. Пам'ятка ХІ ст. болгарського походження, за своїм складом березнева мінея, тобто книга церковних читань на всі дні березня — житія святих, легенди, проповіді Іоанна Златоуста та ін. ЇЇ складають 280 аркушів, об'єднаних у три частини. Було знайдено у 1823 р. у Супрасльському монастирі проф. Віленського університету М.Бобровським. Нині зберігається у різних місцях: 118 аркушів у Любляні в колишній ліцейській бібліотеці; 115 — у Варшаві; 16 — у бібліотеці ім. М.Салтикова-Щедріна у Санкт-Петербурзі. Повне видання пам'ятки здійснив С.Сєвер'янов у 1904 р. у Санкт-Петербурзі.
3. Савина книга. Це збірник євангельських читань, який має дві приписки із згадкою про попа Саву, іменем якого і названо пам'ятку. Написано книгу в ХІ ст. у Східній Болгарії. Відкрив її І.Срезневський у Московській Типографській бібліотеці, він же і видав у 1868 р. Нині зберігається у Москві в Центральному архіві давніх актів.
4. Хіландарські листки. Уривок повчання Кирила Ієрусалимського на двох аркушах, знайдений В.Григоровичем у 1844 р. у Хіландарському монастирі на Афоні. Пізніше В.Григорович подарував пам'ятку бібліотеці Одеського університету, де вона і зберігається. Це пам'ятка ХІ ст. болгарського походження. Перше видання належить В.Григоровичу.
5. Македонський кириличний листок. Старослов'янська пам'ятка ХІ ст. болгарського походження, яку знайшов у Македонії О. Гільфердінг, а опублікував у праці «Древние глаголические памятники» у 1866 р. І.Срезневський, Зберігається в Академії наук в Росії. За характером це уривок оригінального твору граматичного змісту.
6. Листки Ундольського. Уривки євангельського тексту на двох аркушах. Назву отримали за прізвищем власника їх — бібліографа В.Ундольського, після смерті якого перейшли у власність Московського Румянцевського музею. Пам'ятка ХІ чи ХІІ ст. болгарського походження.
7. Єнінський апостол. Збірник апостольських читань, знайдений у 1960 р. у селі Єніна (Болгарія). Ця пам'ятка є найстарішим із слов'янських списків " Апостола ", її складають 39 аркушів і датовано другою половиною ХІ ст. Видана у Софії 1965 р. К, Мирчевим і Х.Кодовим.
8. Слуцькі листки. Рукописний уривок на 5 аркушах, знайдений у 1867 р. в м. Слуцьку біля Мінська і привезений до Санкт-Петербурга. Виданий у 1868 р. І.Срезневським. Оригінал пам'ятки загублено.
9. Остромирове євангеліє. Найдавніша східнослов'янська датована пам'ятка, написана в 1056—1057 рр. руським дияконом Григорієм для новгородського посадника Остромира. Вона складається з 294 аркушів, має чудове оформлення. Зберігалася у Новгороді, потім у Москві, а з 1720 р. у Петербурзі. Вперше опублікована О.Востоковим у 1843 р. Остромирове Євангеліє фіксує фонетичні особливості та лексичний склад давньоруської мови і тому є цінним свідченням тогочасного стану мови східних слов'ян.

## Латинські пам'ятки
Фрейзінгенські, або Мюнхенські, уривки. Це єдина старослов'янська пам'ятка, написана латинськими літерами. Вона знайдена у м. Фрейзінгені (Німеччина) у 1803 р. і видана О.Востоковим у 1827 р. Нині зберігається в Мюнхені. Це три невеличкі уривки текстів, написаних латинськими літерами по-слов'янськи, два з яких — формули сповіді, а один — казання. Перші два датовані 900 чи 950 р., а останні — 1020 р. Пам'ятка належить до паннонської редакції, її мова старослов'янська, але зазнала значного впливу словенської мови.
Дивно, що більше як через 100 років існування двох слов'янських азбук слов'янську пам'ятку переписано латинськими літерами, які для цього не зовсім пристосовані. Вчені припускаються думки, що або пам'ятку написано для тих людей, які володіли лише латинню, або сам автор не знав слов'янської грамоти. Про використання латинських літер для запису слов'янської мови свідчать також копії давніх текстів, переписаних у XV ст., що містяться у Клагенфуртському рукописі, зокрема запис латиною молитов «Вірую», «Отче наш», «Аве Марія».